# Gauliga Schleswig-Holstein 1943/44
Die Gauliga Schleswig-Holstein 1943/44 war die zweite Spielzeit der Gauliga Schleswig-Holstein des Deutschen Fußball-Bundes. Die Gauliga Schleswig-Holstein wurde in dieser Saison erneut in einer Gruppe mit zehn Mannschaften ausgespielt. Die Gaumeisterschaft sicherte sich zum zweiten Mal Holstein Kiel und qualifizierte sich dadurch für die deutsche Fußballmeisterschaft 1943/44. Dort setzte sich Kiel in der ersten Runde gegen den SV Dessau 05 mit 3:2 nach Verlängerung durch. Im darauf folgenden Achtelfinale schieden die Kieler jedoch mit 2:4 gegen Hertha BSC aus.

## Gaumeisterschaft
| Pl. | Verein                    | Sp. | S  | U | N  | Tore    | Quote | Punkte |
| --- | ------------------------- | --- | -- | - | -- | ------- | ----- | ------ |
| 1.  | Holstein Kiel (M)         | 18  | 15 | 0 | 3  | 105:220 | 4,77  | 30:60  |
| 2.  | FC Kilia Kiel A           | 18  | 13 | 2 | 3  | 077:330 | 2,33  | 28:80  |
| 3.  | SC Friedrichsort 08       | 18  | 13 | 2 | 3  | 046:260 | 1,77  | 28:80  |
| 4.  | SV Ellerbek               | 18  | 6  | 6 | 6  | 037:430 | 0,86  | 18:18  |
| 5.  | VfB Kiel (N)              | 18  | 7  | 2 | 9  | 050:490 | 1,02  | 16:20  |
| 6.  | SG Ordnungspolizei Lübeck | 18  | 6  | 3 | 9  | 033:550 | 0,60  | 15:21  |
| 7.  | TSG Gaarden (N)           | 18  | 6  | 2 | 10 | 048:660 | 0,73  | 14:22  |
| 8.  | Borussia Gaarden          | 18  | 5  | 3 | 10 | 028:480 | 0,58  | 13:23  |
| 9.  | Fortuna Glückstadt        | 18  | 4  | 3 | 11 | 031:600 | 0,52  | 11:25  |
| 10. | SC Comet Kiel             | 18  | 2  | 3 | 13 | 024:770 | 0,31  | 07:29  |

| (M) | Titelverteidiger               |
| (N) | Aufsteiger aus der Bezirksliga |

Aus der Aufstiegsspielrunde (2 aus 3) gingen TVA Eckernförde (Meister der Kreisgruppen-Staffel „A“) als erster, der Eckernförder SV (Meister der Staffel „B“) als zweiter und der Luftwaffensportverein Lübeck (Meister der Staffel „C“) als dritter hervor, so dass die beiden Eckernförder Teams in die Gauliga aufstiegen.